# 이계명
이계명(李啓明, 1890~1957)은 대한민국 문학, 시조(時調)인이다. 본관은 함풍(咸豐) 자는 득성(得性) 호는 송석(松石)이다. 임란공신 병조참판 이광선(李光先, 1563~1616)의 12세손이며, 고려(高麗) 삼사사(三司使) 벽상삼한삼중대광(壁上三韓三重大匡) 보국숭록대부(輔國崇祿大夫)좌명공신(佐命功臣) 함풍부원군(咸豐府院君) 이광봉(李光逢, 1274~    )은 시조(始祖)이다.

## 생애
전라남도 나주 출신으로 1905년(乙巳年) 약관 16세 유년 시절부터 나주향교(羅州鄕校)에서 오랜 세월 갈고 닦은 높은 학문(學問)과 뛰어난 행실(行實)로 임오년(壬午, 1942) 장의(掌議)를 역임하고, 성균관유도회 위원 등, 67 평생을 효우(孝友)와 덕행(德行) 애국(愛國)으로 世上에서 모범이 되었다.
저서로는 송석유고(松石遺稿) 1957년 장자 순범(淳範, 1909~1960) 간행, 2020년 국역 간행, 현존한 현판 1937년 석관정수리운, 1946년 영사재상량문, 1949년 귀후재기, 1953년 인수재중건기, 1954년 갑오 중춘 함성군파보를 간행 및 서문 작성 등 도문일치(道文一致)의 선비정신이 투철한 인품의 소유자였다.
성품은 기본적으로 곧고, 그러기에 세상을 대할 때 떳떳하고, 사물을 대할 때 사사로운 물욕에 사로잡히지 않으셨다. 좋은 글을 쓰고 그림을 그리려면 가슴 속에서 만권의 독서량이 쌓여서 피어나는 문자향(文字香)과 책에서 나오는 상서로운 기운인 서권기(書卷氣)가 흘러넘쳐야 하기 때문이다.
사는 곳을 귀양(歸養)살이하는 나주 땅이라 비유(比喩)하시며 조상님이 잠든 산수가려(山水佳麗)한 향리(鄕里)에 소정(小亭) 지어 송석정(松石亭)이라 이름하고 강호(江湖)의 선비들과 교유(交遊)하며 망국(亡國)의 한(恨)을 달래며 민족의 얼을 대신한 소나무(松)를 사랑하였다.
송석(松石)이라 자호(自號)한 뜻은 돌(石)같이 완고(頑固)하고, 꿋꿋한 지조와 절개를 상징한 소나무(松)처럼 삶을 영위하겠다는 것이고, 시끄러운 세상의 명예(名譽)와 재물(財物)에는 관심 없고 술친구 글 선비와 송석정(松石亭)에 올라 시(詩) 읊고 술(酒)과 풍류(風流)를 즐기시며 만년(晩年)을 지내셨다.

### 유택
생애(生涯) 가장 높은 언덕 위에 손수 소정(小亭)을 지어 송석정(松石亭)이라 편액하고, 호남의 문사(文士)들과 교유(交遊)하던 곳에 유택(幽宅)을 마련하니, 좌향은 임좌병향(壬坐丙向)이요 정남향에서 1/4 동쪽으로 양지바른 곳을 점(占)했네. 조상의 온혈(溫血)과 온기(溫氣)가 발산하여, 그 기가 자손에게 통관되어 명당의 기만큼 자손들이 득성(得成) 할 것이니 명예(名譽)와 부(富) 자손들의 화목(和睦) 모두 갖춘 명당으로 자리 잡았네. 이제 자손(子孫)들은 부(富)와 명예(名譽)로 더 큰 영광을 누릴 것이다.

## 참고자료
나주향교지    1947년 이민선 편저, 5卷1冊:圖;28.3×18.2㎝, 소장: 한국학중앙연구원
석관정수리운  1937년 현판 보존
영사재상량문  1946년 현판 보존
귀후재기      1949년 현판 보존
인수재중건기  1953년 현판 보존
함성군파보서  1954년 갑오보 간행 외 다수
송석유고집    1957년 간행

## 인명 정보
성명     :   이계명(李啓明)
자       :   득성(得性)
호       :   송석(松石)
생년     :   1890(고종 27)
몰년     :   1957(소화 32)
시대     :   조선 후기
본관     :   함풍(咸豊) 함평(咸平)
활동분야 :   문학 > 시 ‧ 시조인

## 송석 이계명 가계
[부(父)]
성명 : 이학헌(李鶴憲)
[조부(祖父)]
성명 : 이돈규(李敦珪) 호(號) 백촌(栢村)
[증조부(曾祖父)]
성명 : 이봉서(李鳳緖) 호(號) 금남(錦南)
[고조부(高祖父)]
성명 : 이유관(李儒瓘)
[처부(妻父)]
성명 : 정우현(鄭遇賢)
출생지 : 나주(羅州)
묘소 : 나주시 다시면 동당리 273
위치 : 산정 선영
향사 : 매년 3월 제3 일요일 문촌공문중 합동향사 